# Horisme angustealata
Horisme angustealata är en fjärilsart som beskrevs av Sterneck 1928. Horisme angustealata ingår i släktet Horisme och familjen mätare. Inga underarter finns listade i Catalogue of Life.